# Bar El Cairo

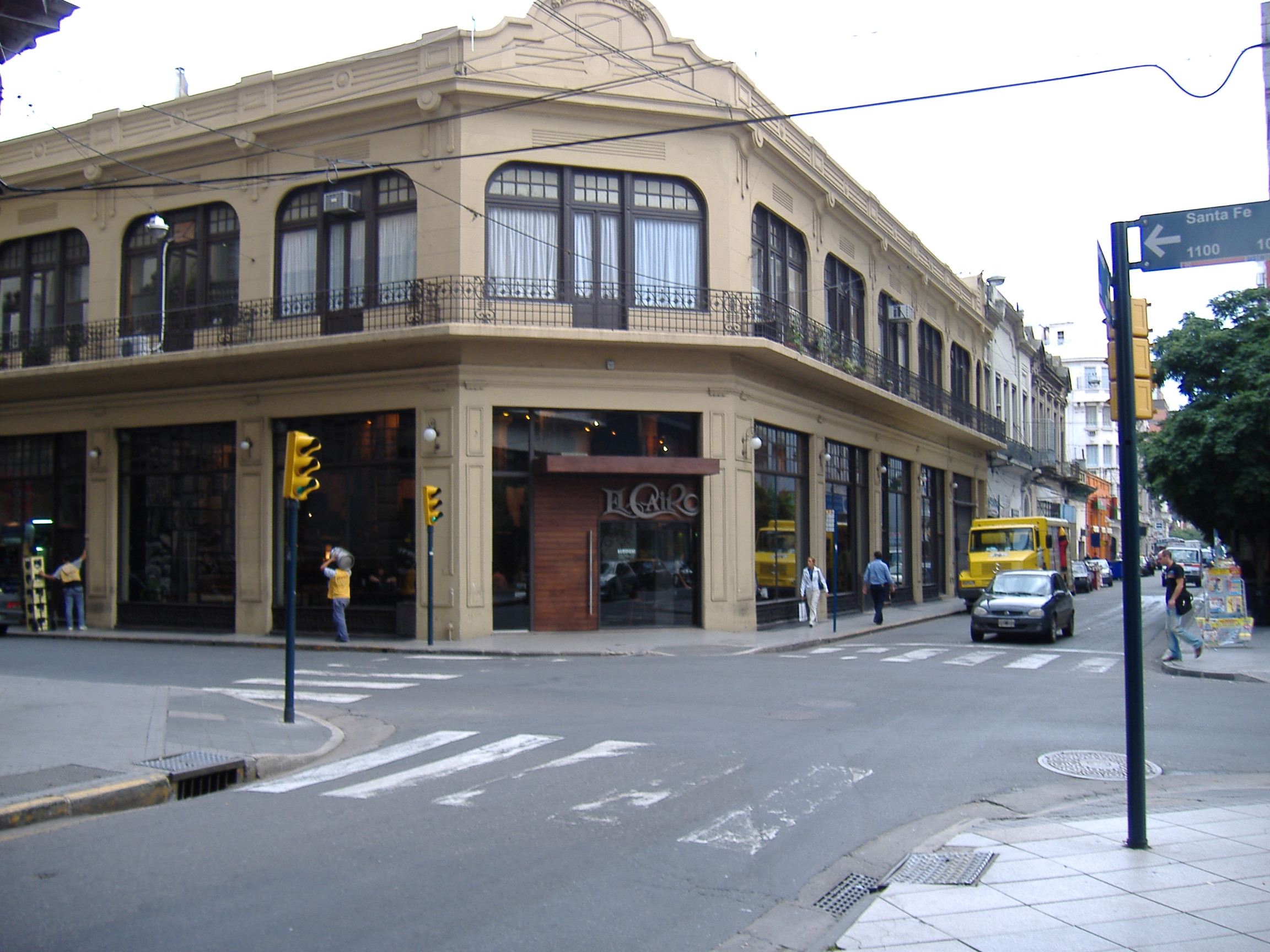
Bar El Cairo

El Cairo es un bar tradicional de la ciudad de Rosario, Argentina, ubicado en la intersección de las calles Sarmiento y Santa Fe.
Fue inaugurado en 1943 en la planta baja de una casona. Se hizo famoso por sus reuniones de artistas e intelectuales locales, nacionales e internacionales. Inmortalizado por el escritor rosarino Roberto Fontanarrosa en su libro "La mesa de los galanes".
En la década del 70, tras ser remodelado, se convierte en un lugar donde un público de jóvenes intelectuales hacían del bar un punto de encuentro fundamental.
Actualmente es una de los bares más reconocidos y concurridos de Rosario, Santa Fe.